# Otto Freundlich

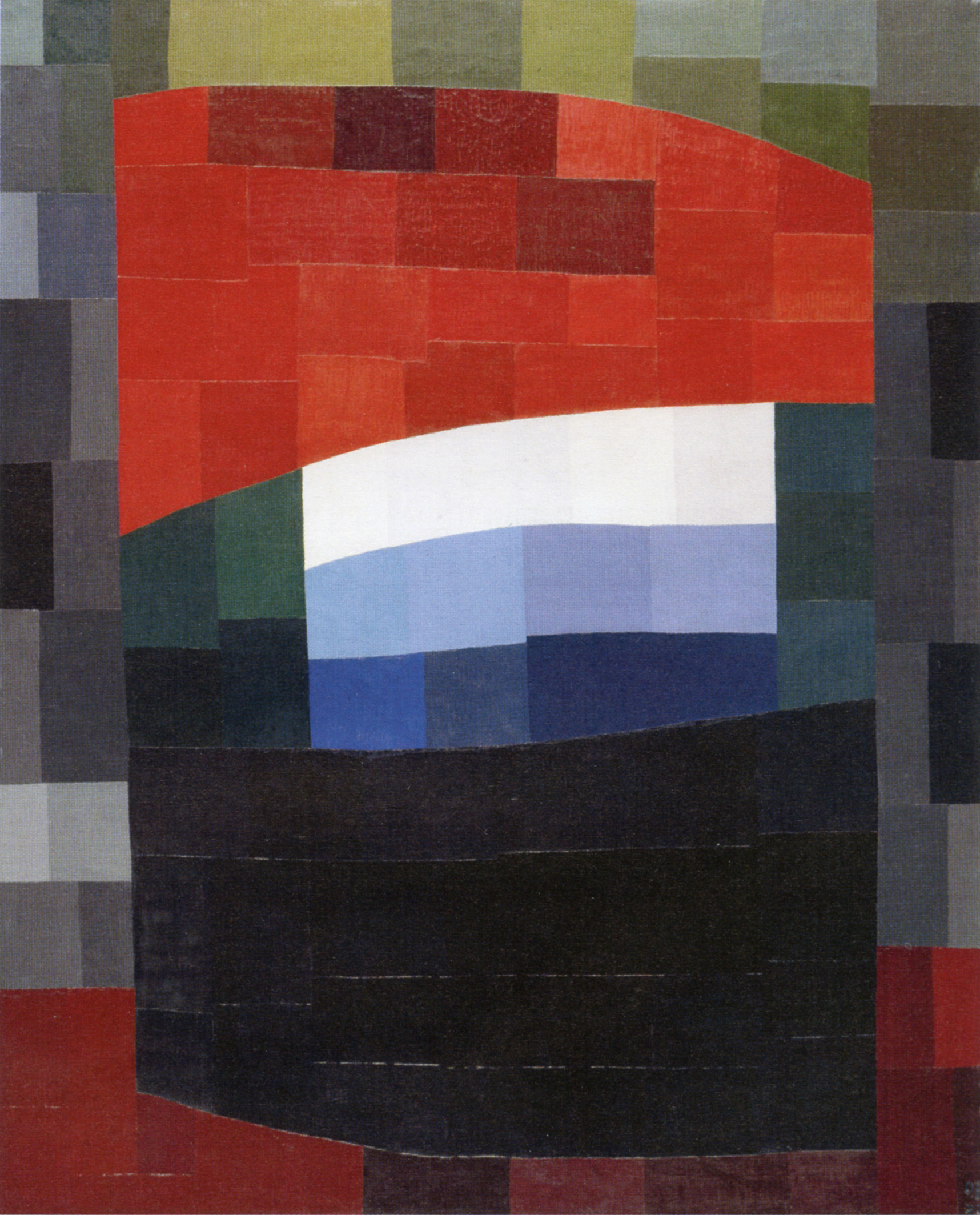
Otto Freundlich, Mein roter Himmel (Min röda himmel), 1933.

Otto Freundlich, född den 10 juli 1878 i Stolp, Pommern, död den 9 mars 1943 i Majdanek, var en tysk målare och skulptör och en i den första generationen abstrakta konstnärer.

## Biografi
Otto Freundlich studerade först till tandläkare innan han bestämde sig för att bli konstnär. Han flyttade till Paris 1908, där han bodde i Montmartre i Bateau Lavoir nära Pablo Picasso, Braque och andra. 
År 1914 återvände han till Tyskland. Efter första världskriget blev han medlem i den radikala konstnärsföreningen Novembergruppe som kallade sig detta för att anknyta till den tyska novemberrevolutionen 1918. År 1919 organiserade han den första Dada- utställningen i Köln tillsammans med Max Ernst och Johannes Theodor Baargeld. Han gick sedan med i Abstraction-Création-gruppen 1925. Därefter levde och arbetade Freundlich återigen huvudsakligen i Frankrike. Under sin tid i Paris blev han medlem av Union des Artistes Allemandes Libres. 
Freundlich var av judisk börd. I Tyskland fördömdes efter 1933 inte bara hans bakgrund utan också hans konstnärliga inriktning av nazisterna. Hans verk klassades som "degenererade" och togs bort från all offentlig visning. Vissa av de beslagtagna verken visades senare på den ökända nazistutställningen med "degenererad konst". Ett foto av hans gipsbyst Großer Kopf (Stort huvud), av arrangörerna omdöpt till Der neue Mensch (Den nya människan), användes som omslagsillustration till utställningskatalogen. Denna byst återfanns därefter aldrig och antas ha förstörts. En annan av hans skulpturer hittades senare vid en utgrävning i Berlin och är numera utställd på Neues Museum.
Vid andra världskrigets utbrott internerades Freundlich av de franska myndigheterna, men släpptes för en tid efter påtryckningar av Pablo Picasso. År 1943 greps han åter och deporterades till Majdanek där han tros ha mördats samma dag han kom.

## Dokumentärfilm
Även om Otto Freundlich länge har förbisetts efter nazisternas förtal, släpptes 2012 dokumentärfilmen Das Geht Nur Langsam (Det tar tid). Filmen beskriver hans vision om att bygga gator av skulpturer, som löper genom Europa symboliserande hans utopiska idéer om ett världssamhälle.

## Galleri

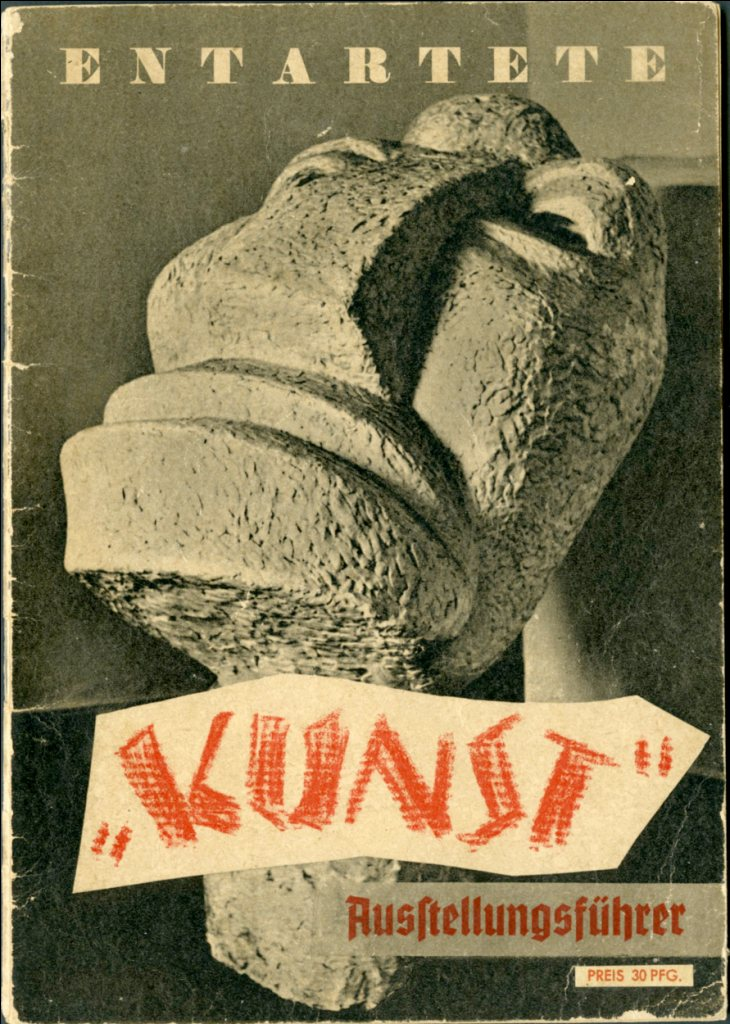
Utställningskatalogen till Entartete Kunst 1937. På omslaget Otto Freundlichs skulptur Großer Kopf (Stort huvud), av arrangörerna omdöpt till Der neue Mensch (Den nya människan).
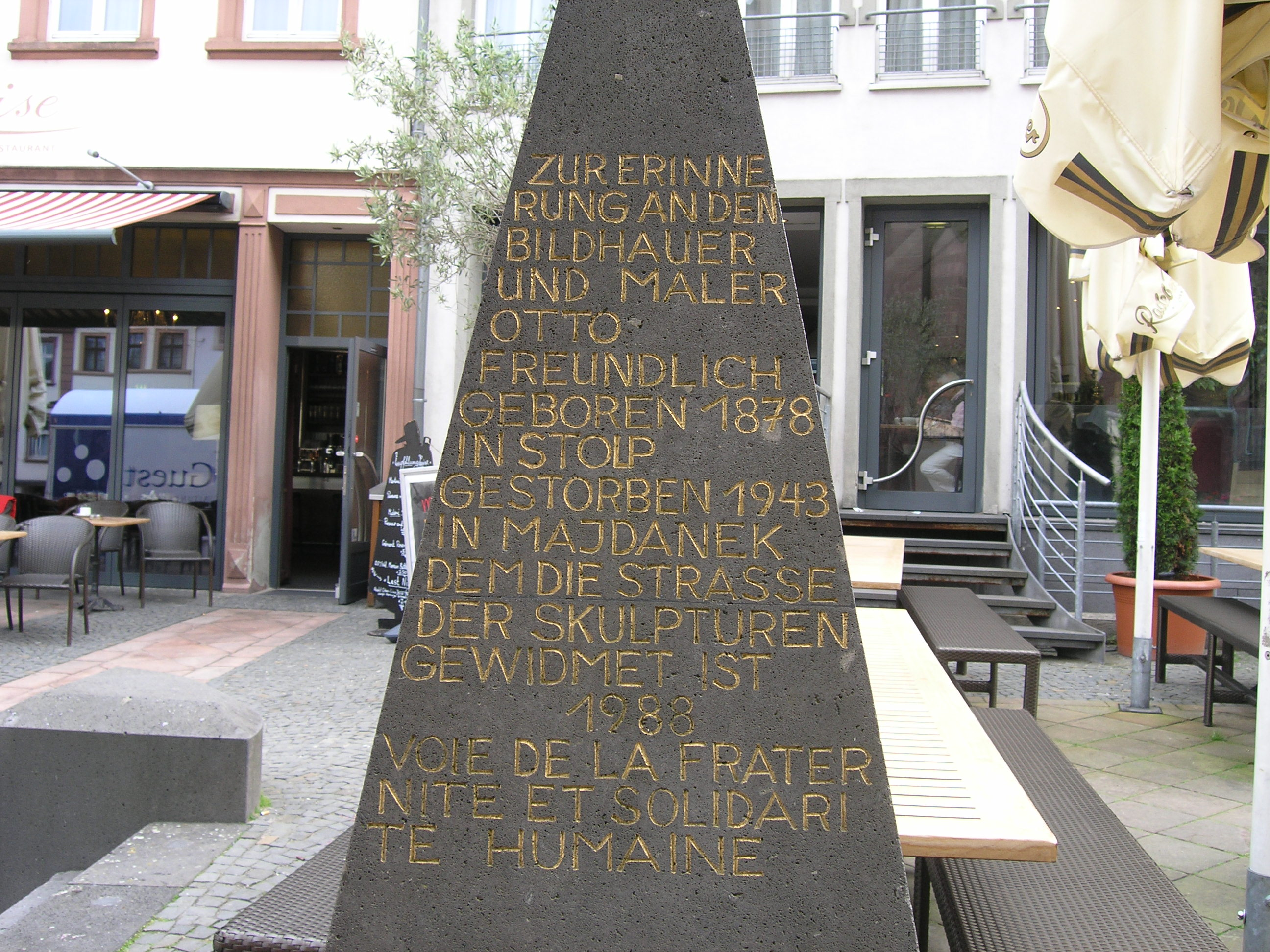
Minnessten för Otto Freundlich i St. Wendel, 1988.
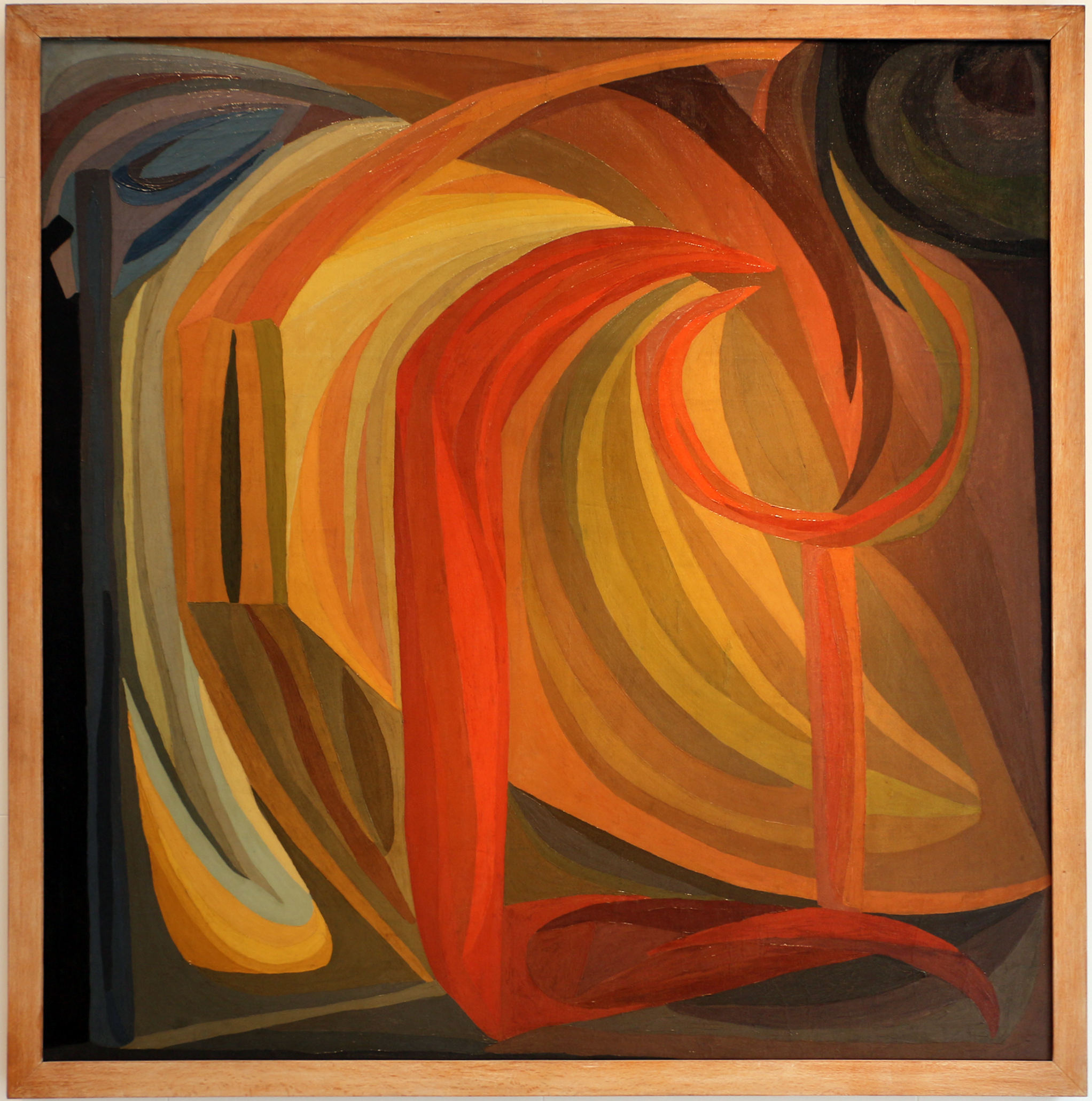
Komposition, 1911.
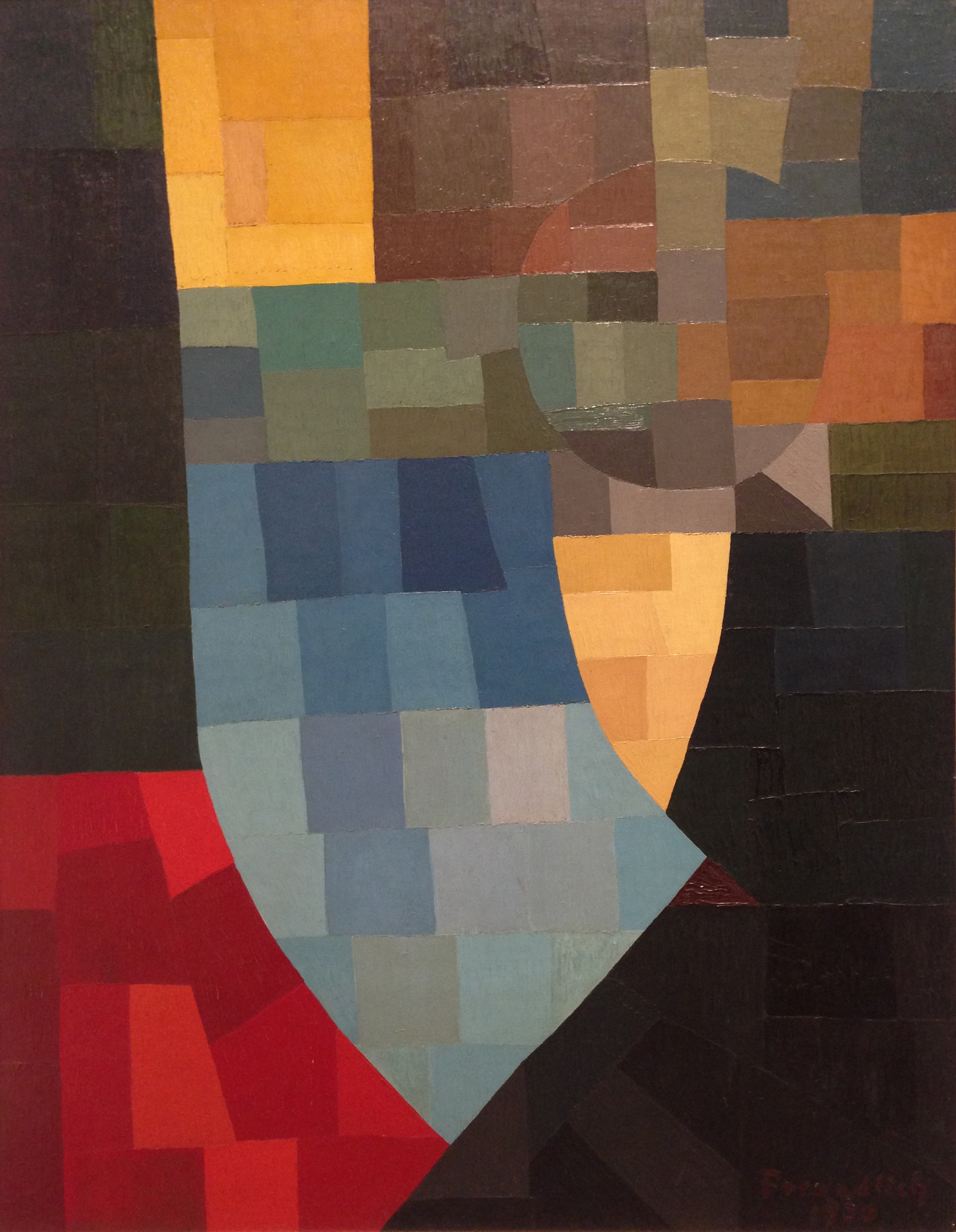
Komposition, 1930.
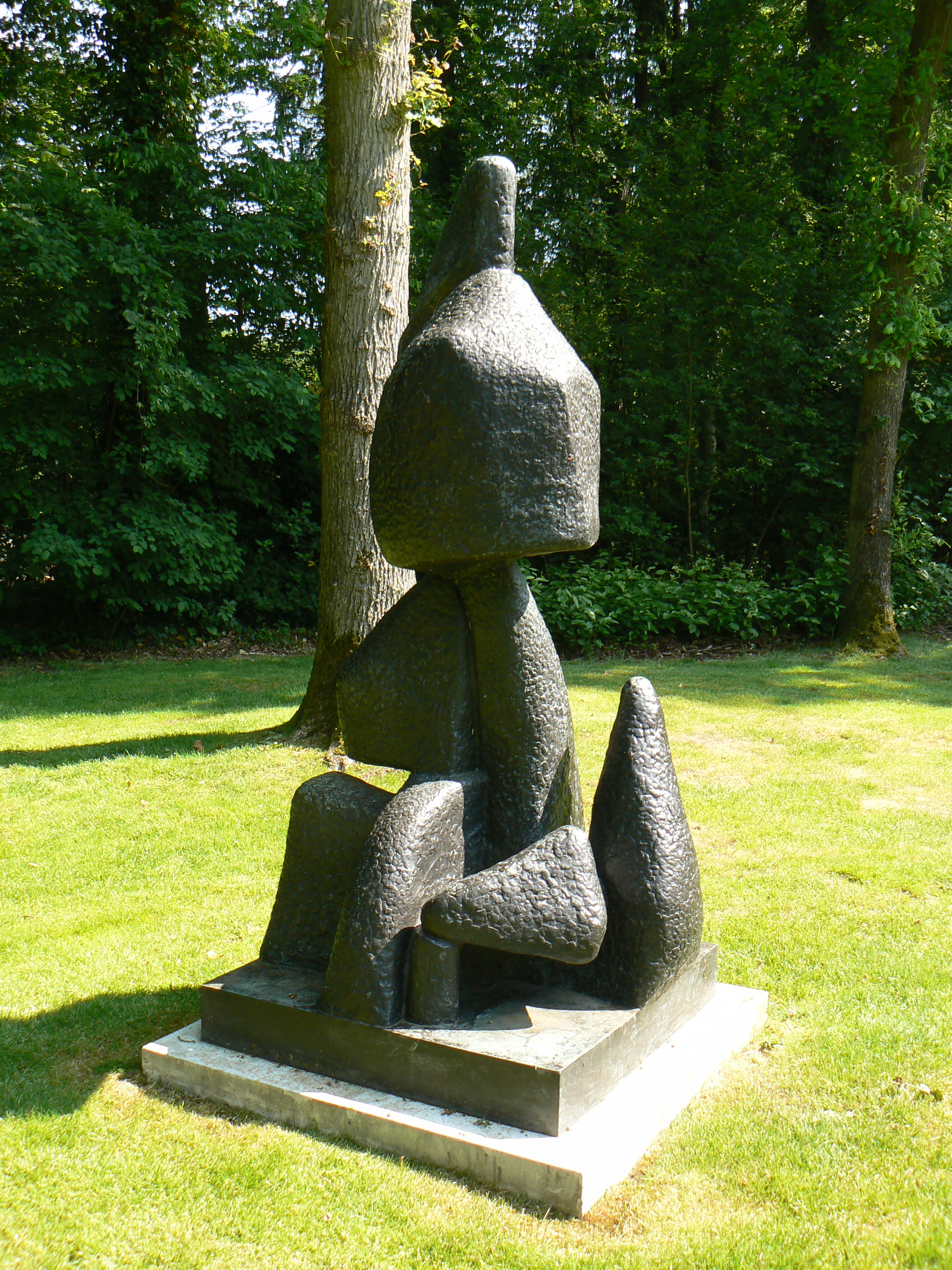
Komposition, 1933.
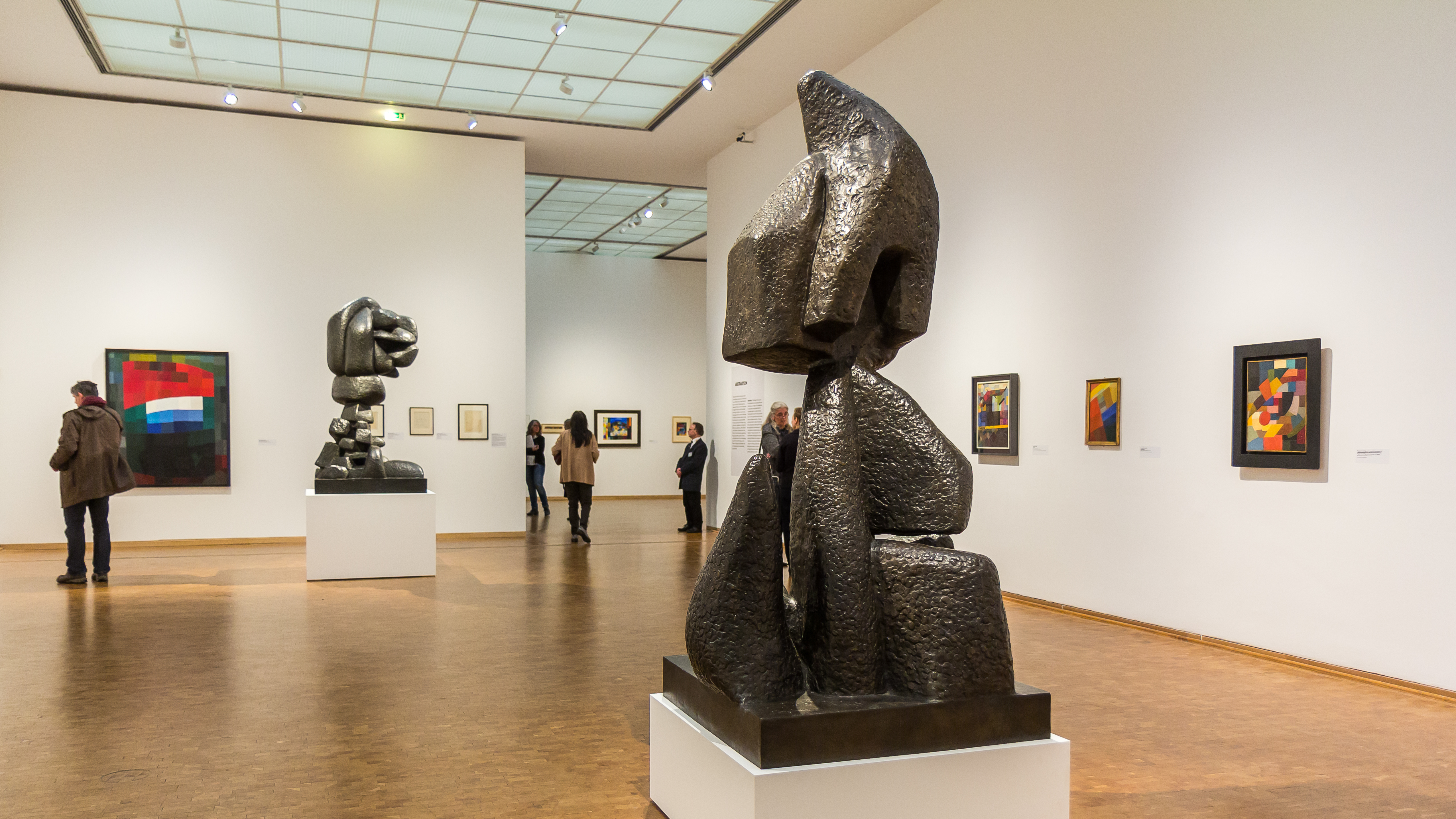
Retrospektiv i Köln 2017.